# 我哋係COLLAR
《我哋係COLLAR》（英語：We Are COLLAR）為MakerVille製作的真人騷、綜藝節目，由香港女子組合COLLAR參與的首個團體綜藝節目，於2022年5月30日至6月10日，逢星期一至五晚上23:00－23:30在ViuTV播映，並由「滙豐One」冠名贊助。節目中記錄了COLLAR由2022年1月12日成軍至2022年5月30日第一集播映期間共138日的成長過程，並從不同角度來認識COLLAR另一面。當中包括：形象包裝、社交媒體、歌曲風格、粉絲應援文化等。

## 每集內容
| 集數 | 播映日期 | 主題                                  | 節目內容 | 嘉賓 |
| 1    | 5月30日  | 女團誕生                              | Wing成經理人背後原因，Marf Gao Day回顧全民造星IV的自己，甄選成員過程，第一次行程 - 雜誌拍攝至出道日                                          | — |
| 2    | 5月31日  | COLLAR 背後的人                       | COLLAR分享出道後幻想與現實中的生活，介紹COLLAR幕後團隊成員，分析COLLAR出道初期各界反應，並請來歌手鄭欣宜與COLLAR分享作為歌手如何面對各界評論 | 谷德昭、上田浩司、鄭欣宜、謝國維、黃祖耀、方家諾、San Chan、Kineks Ho、Sandy Lai                                                                 |
| 3    | 6月1日   | 認識 COLLAR 成員 （Marf，Gao，Winka） | 逐一了解Marf背後的舞團親密朋友，Winka的迷信和體驗調製香水、Gao的公仔喜好和與父母各為對方製作公仔                                             | AYO Crew（Kylie Lee、Nono、豬仔、Audrey Chow、Jervin Racan、Jessie、Chelsea Queriones）、周卓盈、Kat Lai、Jan Jan、Gao的父母                     |
| 4    | 6月2日   | 認識 COLLAR 成員 （Ivy，Candy，芯駖） | 逐一了解Ivy的宅女生活和弟弟支持、Candy的運動健將一面和田雞喜好、芯駖行山興趣和徒手挑戰爬山                                                   | Ivy胞弟、Agnes、Angel、Ms Yum、Sofiee、Winnie、Yui、Doot                                                                                         |
| 5    | 6月3日   | 認識 COLLAR 成員 （SoChing，Day）     | 逐一了解So Ching背後的舞團朋友、Day的為食自肥之旅、阿Wing駕駛技術和吃辣喜好，並由COLLAR全體成員為她親手製造辣椒醬                            | Mo、Jimmy、Wingwa、Siugeng、Geoff、Arrow Chong、Yen、Carol Yip、Yanis、Stefan Minoru Ingenhoff                                                   |
| 6    | 6月6日   | COLLAR Staycation                     | Staycation前檢查成員是否有違禁品（電子産品及零食）、爭奪房間（以勝出遊戲先挑選）                                                             | 主持： 文卓森 |
| 7    | 6月7日   | COLLAR Staycation - 女團內戰（上）    | 公開爭奪房間結局及福利、與Secret Angel相認、第二日做早餐及玩排球遊戲                                                                         | 主持： 文卓森 |
| 8    | 6月8日   | COLLAR Staycation - 女團內戰（下）    | 玩騎馬戰及泥漿摔角、公開女團內戰大獎及懲罰、共同製造一面屬於COLLAR的旗幟                                                                     | 主持： 文卓森 |
| 9    | 6月9日   | 支持者們                              | 逐一介紹COLLAR各成員的應援會、管理人員及其舉辦之應援活動，與及邀請各應援會代表進行COLLAR問答比賽                                             | 張建聲、Kent、Kenneth、Himson、吻、Sunshine、GJ、阿樂、Lyson、Samual、Bella、Qoo、JC、Cloud，Yanis、Caroline、Carmen、晉一、Martin 主持： 文卓森 |
| 10   | 6月10日  | 女團放假與宣言                        | COLLAR全體成員前往海灘活動，最後八人合力建造瞭望塔(寄語將來進軍紅館)，並輪流發表宣言結束她們首個綜藝節目                                     | 主持： 文卓森 |

## Secret Angel
| 成員     | Secret Angel | 禮物                                                                              |
| -------- | ------------ | --------------------------------------------------------------------------------- |
| 芯駖     | Winka        | 杏仁湯、龍貓毛巾、手寫信                                                          |
| Day      | So Ching     | 麻糬波波、BTS Ji min模型                                                          |
| Marf     | Day          | 替Marf脱鞋、床頭燈                                                                |
| So Ching | Marf         | 食物（「滿漢大餐」碗麵、Pocky、乳酪）、飲品（寶礦力）、應援字條、手鏈、黏黏手機殼 |
| Gao      | Ivy          | 相機及菲林、小王子 - 狐狸公仔                                                     |
| Ivy      | Gao          | 海螺湯、Peppa Pig内褲、食物電子磅、打蛋器、手寫信                                 |
| Candy    | 芯駖         | 水果（士多啤梨）、青蛙公仔                                                        |
| Winka    | Candy        | 飲品、湯、手製心意卡                                                              |

## 收視
| 集數   | 播映日期                    | 電視直播收視 | 備註  |
| 1－5   | 2022年5月30日－2022年6月3日 | 2.8點        | [ 7 ] |
| 6－10  | 2022年6月6日－2022年6月10日 | 2.9點        | [ 8 ] |
| 全節目 | 全節目                      | 2.85點       |       |

## 記事
- 2022年4月27日：於MakerVille發佈會Meet the Makers中播出《我哋係COLLAR》的預告。[9]
- 2022年5月24日：COLLAR聯同攝製隊於大嶼山泳灘拍攝。
- 2022年5月27日：COLLAR全體成員在九龍灣ViuTV錄影廠出席記者會及透過ViuTV Facebook專頁進行直播 （页面存档备份，存于），由虞逸峯擔任司儀。[10]
- 2022年6月3日：COLLAR全體成員在本節目第5集播映完畢後透過ViuTV Facebook專頁以Zoom與文卓森（旁白君）進行直播 （页面存档备份，存于）。
- 2022年6月10日：COLLAR全體成員在本節目第10集開始播映前透過ViuTV Facebook專頁以Zoom與文卓森（旁白君）進行直播 （页面存档备份，存于）。

## 大結局的「女團宣言」
2022年6月10日節目播出最後一集，攝製隊於5月24日安排她們在大嶼山海灘享受一天的消遣，作為獻給組員的禮物。基於社交距離措施限制，全隊分為兩組輪流進行衝浪及沙灘排球。期間攝製隊拍攝到許軼躺於衝浪板上，她事後澄清自己事前一晚睡眠嚴重不足，疑過度疲勞。她們又同心協力用竹構建瞭望塔，邱彥筒在事後透露，這個過程正是她們目前的狀態，排練、推出歌曲，目的是共同建造未來的塔，未來的舞台。王家晴亦認同單憑一己之力根本無法完成創舉，要眾志成城方能完成。
在幾經努力後，她們在共築舞台後被要求發表個人宣言，對成員及面朝大海宣讀人生目標，隊長沈貞巧首先發言，對組員下定軍心，無論未來遇到任何挑戰和難關，要記住當刻的自己，憑著一顆不變的心，肩負起身為隊長的重任與安全感，在舞台上揮灑自如。對於「進步擔當」的身分，王家晴笑言全體也要為自己奮鬥，才能不斷進步，精益求精。陳泳伽含淚感激隊員，能成為其中一員實為榮幸，更自嘲流下的眼淚沒有價值，卻發誓要做個善良和堅強的人。邱彥筒認為COLLAR無分彼此，維持自己最重要的原則，那才是自己。蘇雅琳在台上曾一度哽咽，指自己從前不會分享感受，慶幸自己在低潮中從組員身上找到力量，更承認自己尚有進步的空間，要對得起自己才不致沒自信。許軼在發言時以髒話對組員示愛，寄望COLLAR不要解散，十年後繼續載歌載舞，還寄予自己要有自信、不怯慌，團隊才能繼續團結。蘇芷晴向全體致歉，對於自己的任性，希望組員能諒解。壓軸出場的李芯駖則表示自己對組員的支援不足而感後悔，自覺自己會跳舞便應該協助她們，更坦言團隊面對不少壓力，因為機會接踵而來，眾人卻力不從心；她又誓言即使要付出、犧牲更多，她們仍必須齊心撐下去，一定要證明給香港人，香港的女團有質素。

## 外部連結
- ViuTV：我哋係COLLAR （页面存档备份，存于）

## 電視節目的變遷
| 香港 ViuTV 星期一至五 23:00－23:30         | 香港 ViuTV 星期一至五 23:00－23:30            | 香港 ViuTV 星期一至五 23:00－23:30 |
| ------------------------------------------ | --------------------------------------------- | ---------------------------------- |
|                                            | 我哋係COLLAR （2022年5月30日－2022年6月10日） |                                    |
| 瘋火與膠七 （2022年5月9日－2022年5月27日） | 小食上大檯 （2022年6月13日－2022年7月1日）    |                                    |